# Weicholdswald
Das Naturschutzgebiet Weicholdswald liegt im Landkreis Sächsische Schweiz-Osterzgebirge in Sachsen. Es erstreckt sich nordöstlich von Hirschsprung und südwestlich von Bärenstein, beides Ortsteile der Stadt Altenberg. Am nordwestlichen Rand des Gebietes verläuft die S 182. In der Nähe liegt die Wüstung Weigelswalde. Das 103,7 ha große Gebiet mit der NSG-Nr. D 41 wurde am 30. März 1961 unter Naturschutz gestellt.

## Lage
Der Weicholdswald umfasst das von den Quellmulden des Hirschkopfbaches gegliederte Waldgebiet zwischen Kleiner und Vorderer Biela. Hinzu kommt das Waldgebiet von Großer und Hinterer Biela, welches zwischen dem Sägewerk Hirschsprung und der Angermannmühle durch Teilbereiche erweitert wird. Die Naturschutzgebietsfläche besteht aus einem abwechslungsreichen Relief mit unterschiedlichen Hangneigungen und Höhenlagen die von der Aue der Großen Biela mit 499 m bis zur Scheibe mit einer Höhe von 687 m reicht.
Im Weicholdswald sind einige Quarzgänge vorhanden die an wenigen Stellen durch Bodenerosion freigelegt wurden und an der Oberfläche vorzufinden sind. An einer dieser freigelegten Stellen ist der Quarz als Amethyst ausgebildet. Daneben kommt häufig Granitporphyr vor, welcher reicher an Pflanzennährelementen ist als der ebenfalls vorkommende Quarzporphyr ist. Große Teile der Waldflächen auf dem Band aus Granitporphyr zwischen Fürstenau und Ulberndorf wurden gerodet und für eine landwirtschaftliche Nutzung umgewandelt. Diese Landwirtschaftsflächen werden von ihrer Steinigkeit der Böden geprägt. Im Flurbereich von Lauenstein, Bärenstein, Falkenhain und Johnsbach wurden hohe Lesesteinhaufen angehäuft, die Aufschluss über die Mühen des Ackerbaus auf diesen Arealen geben.

## Bedeutung
Das Naturschutzgebiet Weicholdswald ist derart mit Steinen und Felsblöcken ausgestattet, dass es sich für die Bevölkerung nicht lohnte landwirtschaftliche Flächen für den Ackerbau anzulegen. Eine Holznutzung der Waldflächen durch die Bevölkerung war stark ausgeprägt. Eine Neuanpflanzung mit Fichten und Tannen wurde nicht durchgeführt und der vorhandene Laubmischwald wurde erhalten. Somit entfiel die durch Nadelholzforste hervorgerufene saure Fichtenstreu auf dem Waldboden und die natürliche Bodenentwicklung wurde nicht beeinträchtigt. Die Areale des Naturschutzgebietes bilden heute in einigen Bereichen des Weicholdswaldes einen breit diversifizierten Bestand an anspruchsvolleren Waldpflanzenarten, die auf dem mäßig nährstoffhaltigen Granitporphyr nicht vorkommen sollten. Durch die kontinuierliche Bestockung mit Laubbäumen wurden über lange Zeiträume die Bodenbedingungen auf diesen Teilflächen durch die entstandene Laubstreu und die natürliche Umwandlung durch das Bodenleben verbessert und anspruchsvolle Pflanzenarten konnten sich ansiedeln.
Zur großen Bedeutung des Weicholdswaldes und der die biologischen Vielfalt trägt die hohe Menge an Totholz bei. Im Naturschutzgebiet wurde auf einem Areal von ca. 40 ha eine Naturwaldzelle ausgewiesen, auf der keine Eingriffe durch eine Waldbewirtschaftung oder eine Nutzung durch menschliche Einflüsse zugelassen sind.

## Klima
Das Mikroklima ist subkontinental geprägt mit länger andauernden Trockenphasen im Sommer. Das Naturschutzgebiet liegt im Lee des genannten „Quarzporphyr-Erzgebirgsseitenkammes“, an dem sich die Westwetterlagen abregnen. Die Niederschläge sind im Gebiet des Weicholdswaldes deutlich niedriger, wie in den gleichhoch gelegenen Gebieten in westlicher Richtung.

## Flora
Im Naturschutzgebiet dominiert die Rotbuche (Fagus sylvatica). Der Laubmischwald wird durch Gemeine Fichte (Picea abies),  Berg-Ahorn (Acer pseudoplatanus), wenige Bäume der Weiß-Tanne (Abies alba) und viele weitere Laubbaumarten, die sich im Laufe der Zeit als Naturverjüngung angesiedelt haben. Besonders wertvoll ist der hohe Anteil von Altbäumen, die auf etwa einem Drittel der Fläche des Naturschutzgebietes aus Rotbuchen mit einem Alter von rund 160 Jahren bestehen. Die in der Vergangenheit in Teilbereichen vorhandene Bestockung mit Bergulmen (Ulmus glabra) wurde durch das sogenannte Ulmensterben fast vollständig vernichtet. Auf Flächen, die in der Zeit der DDR durch Schirmschlag aufgelichtet wurden und auf denen eine Naturverjüngung durch Rotbuchen ausblieb, konnten sich Birken als Pionierpflanzen etablieren.
Vegetationskundlich wird der überwiegende Teil des Weicholdswaldes zu den bodensauren Hainsimsen-Buchenwäldern eingestuft. Neben der namengebenden Schmalblättrigen Hainsimse wachsen Purpur-Hasenlattich, Quirl-Weißwurz, Heidelbeere, Drahtschmiele und Wolliges Reitgras. An anspruchsvolleren Pflanzenarten, welche den Übergang zum Waldmeister-Buchenwald anzeigen, wurden aufgezeichnet: Wurmfarne, Eichenfarn, Wald-Flattergras, Wald-Schwingel, Waldmeister, Goldnessel, Wald-Bingelkraut und recht häufig die Zwiebel-Zahnwurz.
In den feuchten Quellsenken des Hirschkopfbaches geht der Bestand der Rotbuche zurück und der Bestand an Eschen nimmt zu. Aus dem Springkraut-Buchenwald wechselt die Vegetation zum Winkelseggen-Eschen-Quellwald, mit  Gegenblättrigem Milzkraut, Hain-Gilbweiderich, Großes Hexenkraut, Wald-Schaumkraut und Berg-Ehrenpreis. Entlang der Großen Biela kommt auf den Arealen des Naturschutzgebietes ein schmaler, hervorragend ausgebildeter Schwarzerlen-Bachauenwald vor. Eine Auswahl der aufgezeichneten Pflanzenarten sind: Hain-Sternmiere, Wechselblättriges Milzkraut, Rauhaariger Kälberkropf, Sumpf-Pippau, Wald-Geißbart und Bitteres Schaumkraut.

## Fauna
Im Rahmen der Einrichtung der Naturwaldzelle und der Ausweisung als Flora-Fauna-Habitat fanden im Weicholdswald umfangreiche zoologische Untersuchungen statt. Dabei wurden rund 550 Käferarten aus 69 Familien nachgewiesen. Darunter befanden sich mehrere seltene Käferarten und ein Erstnachweis für Sachsen. Neben verschiedenen holz– und mulm bewohnenden Pilzarten wurden insgesamt 45 von 130 im Osterzgebirge vorkommenden Brutvogelarten beobachtet. Daneben kommen im Naturschutzgebiet verschiedene Amphibien– und Reptilienarten, sieben Fledermausarten und weitere Säugetierarten mit Ausnahme des Luchs vor.
Aufgezeichnet wurden beispielsweise Schwarzspecht, Buntspecht, Kleinspecht und Grauspecht, Hohltaube, Raufußkauz und Sperlingskauz, Dohlen, Kleiber, Trauerschnäpper und Zwergschnäpper, Sumpfmeise, Blaumeise und Kohlmeise. Als häufig wurde der Gesang des Waldlaubsängers beschrieben. Bei der Untersuchung wurde vermutet das im Buchenwald der Schwarzstorch einen Horst eingerichtet hatte. Im Übergangsbereich zu den angrenzenden Fichtenforsten wurde der Tannenhäher beobachtet. In den zahlreich vorhandenen Tümpeln, Seen und Bächen laichen Erdkröten und Grasfrösche, welche den angrenzenden Weicholdswald als Lebensraum nutzen. Die Feuersalamander-Population ist in den letzten Jahren fast vollständig zusammengebrochen und es wurden keine Larven im Hirschkopfbach aufgefunden. An Reptilien wurden Waldeidechse, Blindschleiche, Ringelnatter und Kreuzotter mit Vorkommen aufgezeichnet. Großes Mausohr und Mopsfledermaus, Bartfledermaus, Zwergfledermaus, Wasserfledermaus, Nordfledermaus und Braunes Langohr wurden für die Ordnung der Fledertiere beobachtet.
Die typischen Tierarten im Wald wurden mit Reh, Rothirsch, Wildschwein, Rotfuchs, Dachs, Fischotter (im Winter), Iltis, Baummarder und Steinmarder, Hermelin, Mauswiesel und als Zuwanderer aus östlich gelegenen Gebieten der Marderhund bestätigt.

## Bedrohungen
Der Weicholdswald wird durch saure Niederschläge, früher durch schweflige Säure aus der Braunkohleverbrennung und heute durch salpetrige Säure aus den Kraftfahrzeugabgasen verschmutzt und die Laubbäume beschädigt. Neben anderen Schadwirkungen hemmen diese Säureeinträge die Aktivität der Bodenorganismen im Laubmischwald und damit den natürlichen Kreislauf der Waldentwicklung. Der im Naturschutzgebiet entspringende Hirschkopfbach weist in seinen Quellarmen eine starkbeeinträchtigte Flora und Fauna mit wenigen Arten auf.
Im Uferbereich der Biela wurden invasive Neophyten wie Drüsiges Springkraut oder Japanischer Staudenknöterich beobachtet, welche durch Gewässerinstandsetzungs- und Straßenbauarbeiten nach dem Hochwasser im Jahr 2002 in ihrer Ausbreitung begünstigt wurden. Die beginnende Ausbreitung des Riesen-Bärenklaus wurde durch Schutzmaßnahmen eingegrenzt.